# Equipo de Comandos Tyous
El Equipo de Comandos Tyous (en árabe: فرق المغاوير التيوس; Fariq Al-Maghaweer Al-Tyous) o Batallón Tyous (كتيبة التيوس; Katibat Al-Tyous), fue una pequeña milicia cristiana de extrema derecha en el Líbano, durante la guerra civil libanesa.

## Orígenes
El Equipo Tyous (التيوس, que en árabe significa "cabro", siendo también traducido como "los obstinados") fue formado silenciosamente a principios de los años 70 en Beirut por un individuo anónimo llamado Al-Anid, un activista maronita de derecha que se oponía al Acuerdo de El Cairo y la presencia de la OLP en el Líbano. Antes de 1975, Al-Anid cultivó relaciones con partidos de derecha y sus organizaciones armadas, permitiendo que su grupo tuviese armas, entrenamiento y fondos, en especial de las Falanges Libanesas y Tanzim.
La mayoría de miembros del Tyous eran libaneses maronitas, pero pronto comenzaron a integrar a voluntarios de origen asirio, algunos de ellos migraron ilegalmente al país desde Irak y juraron lealtad al sector cristiano a cambio de la ciudadanía.
El nombre "Tyous" fue dado por Bashir Gemayel, comandante de la organización armada de las Falanges Libanesas.

## Estructura y organización
El Equipo Tyous era un grupo de infantería ligera el cual contaba con 100 hombres, inicialmente equipados con armas del mercado negro. Otras armas y equipos (incluyendo vehículos todoterreno) fueron obtenidos tras el colapso del Ejército del Líbano en 1976, lo que les permitió tener artillados, cañones sin retroceso, ametralladoras pesadas y un pequeño número de armas antiaéreas.
Los cuarteles del Tyous estaban en Achrafieh, no muy lejos del museo Beit Beirut y la Línea Verde, una frontera imaginaria que separaba a Beirut Este (controlado por el bando cristiano de derecha) y Oeste (controlado por el bando musulmán de izquierda). Liderado personalmente por Al-Anid, el Equipo Tyous se reportaba directamente al Consejo de Guerra de las Falanges Libanesas y a su líder, Bashir Gemayel.
Después del asesinato de Gemayel en septiembre de 1982, el Tyous estuvo bajo el mando de Elie Hobeika hasta que el último fue derrocado en 1985, causando la desaparición del grupo.

## El Equipo Tyous en la guerra civil

### 1975-1978
Durante los primeros meses de la guerra civil, se fundó la coalición del Frente Libanés, de la cual el Tyous fue parte. El objetivo principal del Tyous durante esta fase del conflicto fue defender a los barrios cristianos de posibles ataques por parte de las milicias del Movimiento Nacional Libanés de izquierda. En 1976, el Equipo Tyous participó en varias batallas en las que se invadieron a campos de refugiados palestinos (utilizados como bases militares de la OLP), en especial, Tel el Zaatar, Karantina, Jisr el Basha, Nabaa y Maslakh.
Comprometidos en su mayor parte en operaciones estáticas en la Línea Verde de Beirut, el Tyous llevó la peor parte de la 'ofensiva de primavera' de la alianza MNL-OLP en marzo de 1978. Unidos a la Milicia de Los Tigres (la milicia del Partido Nacional Liberal) de Dany Chamoun, rechazaron con éxito los intentos de penetrar sus posiciones a lo largo del sector de Achrafieh.
Más tarde, en febrero de 1978, los Tyous, los Tigres 'Ahrar' y las Falanges bajo el mando de Bashir Gemayel expulsaron al ejército sirio del este de Beirut durante el asedio que duró cien días en lo que se conoce como la Guerra de los Cien Días. Al-Anid fue anunciado muerto en este subconflicto, sin embargo, fue una bala de francotirador que le cortó la oreja por la mitad. El segundo al mando del Equipo Tyous murió en los eventos.

### La era de las Fuerzas Libanesas y decadencia, 1979-1985
Bashir Gemayel deseaba unificar a todas las fuerzas cristianas (incluso por la fuerza), por lo tanto, creó las Fuerzas Libanesas. El Equipo Tyous se integró a esta nueva organización rápida y fácilmente, reemplazando a la antigua Compañía de Comandos BG (Bashir Gemayel). Tras unirse al partido falangista, Al-Anid se convirtió en el jefe de la Primera Unidad de Fuerzas Especiales en las FL, escogiendo a sus combatientes. 
El Equipo Tyous participó en la política de Unificación por el Rifle de Gemayel, siendo usado para acabar con milicias rivales que no desearan unirse a las Fuerzas Libanesas. Gemayel fue asesinado con una bomba en septiembre de 1982, y poco después, en octubre, Al-Anid renunció al puesto de jefe de Fuerzas Especiales y dejó que otros oficiales en la FL tomaran las riendas de su unidad. En 1986, tras una serie de conflictos internos en las FL y el descontento por la firma del Acuerdo Tripartito con los sirios, Elie Hobeika, nuevo líder de las FL, fue derrocado por Samir Geagea. La siguiente vez que se vio a Al-Anid en combate fue en el marco de este golpe, luchando al lado del "Comando Ejecutivo" de Hobeika, Siria y el Movimiento Amal contra las FL de Geagea en Achrafieh. El ataque contra Achrafieh fue un desastre para las fuerzas de Hobeika, que fueron derrotadas por Geagea y el Ejército libanés.

## Caída y disolución
Mientras los combates entre Hobeika y Geagea siguieron, el Equipo Tyous fue prácticamente disuelto al no tener un líder. Algunos miembros se unieron a Hobeika en Zahlé para formar el Comando Ejecutivo de las Fuerzas Libanesas, un grupo disidente derrotado poco después por Geagea en 1986. Otros miembros del Tyous fueron vistos con Michel Aoun en 2005.

## Controversias
Siendo luchadores feroces, el Equipo Tyous era conocido por su falta de disciplina y autocontrol, a veces asesinando brutalmente a cualquier civil no cristiano que cayera en sus manos. Cruzaban la Línea Verde al menos una vez a la semana, causando tensión con las organizaciones enemigas y no siguiendo órdenes de Bashir Gemayel. Cuando se les solicitó que pararan, no lo hicieron (de ahí su apodo, "Los Obstinados").
El Equipo Tyous participó en varias batallas contra los campos de refugiados palestinos, acompañado de varias milicias cristianas, en especial, Tel el Zaatar, Jisr el Basha, Karantina y Al-Maslakh, sin embargo, algunos de sus combatientes participaron en masacres y desplazamientos de palestinos en estos campos.
En junio de 1978, 10 miembros del Tyous y alrededor de 1,000 falangistas perpetraron la masacre de Ehden, un intento fallido de secuestrar al líder del Movimiento Marada, Tony Frangieh, que había matado a varios falangistas en la región, culminando con su asesinato.
En julio de 1980, los falangistas y varios miembros del Tyous atacaron a la Milicia de Los Tigres en varios lugares para absorberla a la fuerza (en especial Safra), causando que Camille Chamoun disolviese a Los Tigres y firmara un acuerdo.